# London Borough of Bromley
London Borough of Bromley är den största av Londons kommuner (boroughs). Det ligger i den sydöstra delen av staden, har en yta på 150 km² och 330 000 invånare (2022).
Den bildades 1965 när Borough of Bromley, Borough of Beckenham, Penge Urban District, Orpington Urban District och delar av Chislehurst and Sidcup Urban District slogs samman.
Kommunen är känd för sina stora möjligheter till shopping. The Glades ligger mitt inne i centrum och lockar även folk från grannförorterna.
Historiskt är den känd för sin gotiska kyrka, och Bromley Palace som var säte för biskoparna av Rochester till 1846, och för sitt college, grundat 1666.
Bromley är en av de rikaste delarna i London.
Bromley har tre järnvägsstationer, Sundridge Park, Bromley North och Bromley South. Den sistnämnda är den största och har förbindelser med Victoria, Waterloo, Dover och Blackfriars.
Den representeras av Eric Forth, John Horam och Jacqui Lait i parlamentet, samtliga medlemmar av Konservativa partiet.
Den har Neuwied i Tyskland som vänort.

## Distrikt
Distrikt som helt eller delvis ligger i Bromley:
- Anerley
- Aperfield
- Hayes
- Beckenham
- Bickley
- Biggin Hill
- Bromley
- Chislehurst
- Chelsfield
- Coney Hall
- Crystal Palace
- Cudham
- Downe
- Downham
- Elmstead
- Elmers End
- Eden Park
- Goddington
- Keston
- Leaves Green
- Lewisham
- Locksbottom
- Orpington
- Pratt's
- Plaistow
- Penge
- Petts Wood
- St Mary Cray
- St Paul's Cray
- Southborough
- West Wickham